# Carlos de la Cerda

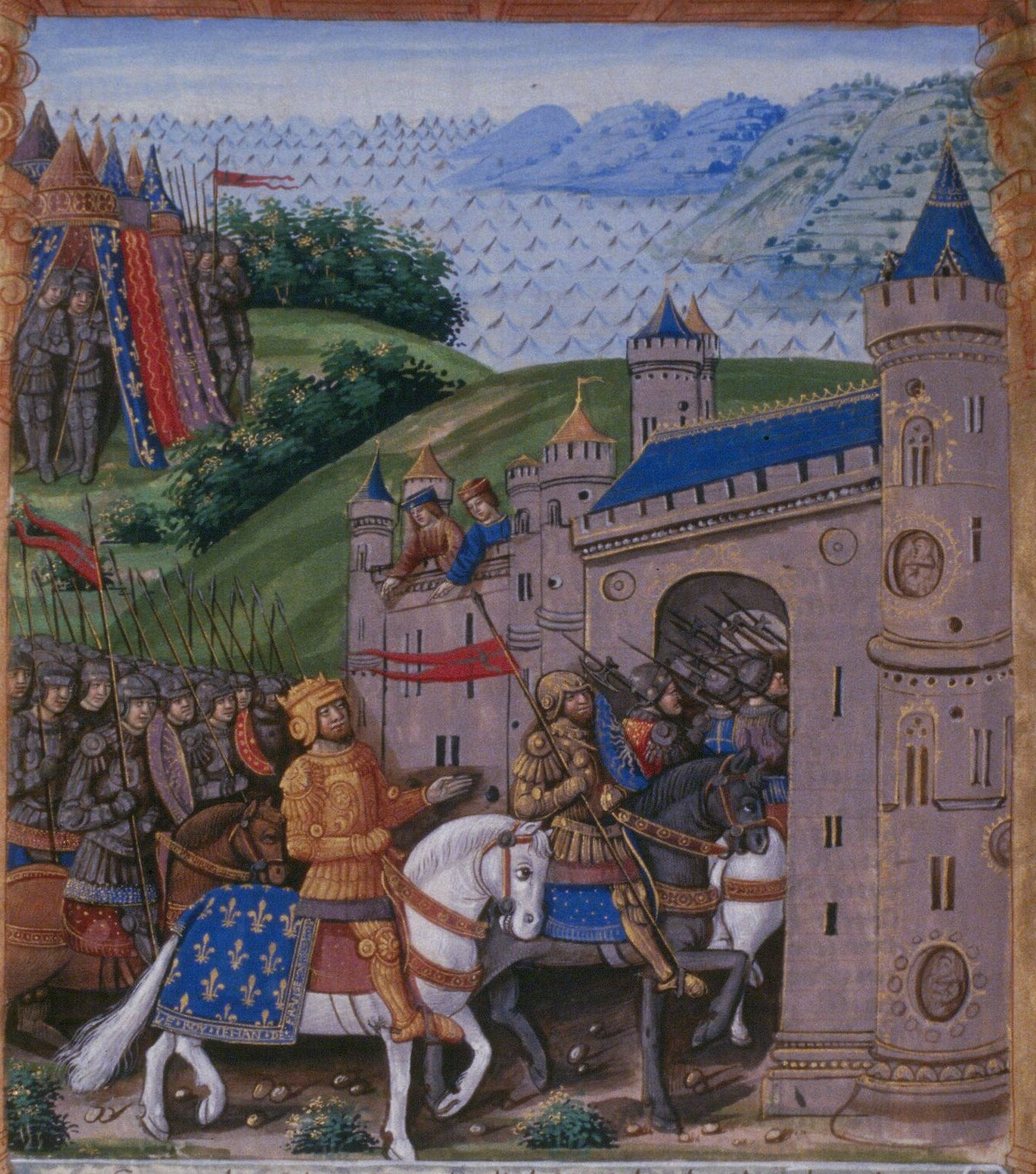
Toma de Saint-Jean-d'Angély, 7 de agosto de 1351. La pequeña población abrió sus puertas sin resistencia al presentarse ante ella el rey Juan II de Francia al frente del ejército acompañado por Carlos de la Cerda.

Carlos de la Cerda, llamado Carlos de España (c. 1326-8 de enero de 1354), fue señor de Lunel, condestable de Francia con Juan II el Bueno y conde de Angulema de 1350 a su muerte y gobernador de Picardía y Artois.

## Biografía
Carlos de España fue hijo de Alfonso de la Cerda «el de España» y nieto de Alfonso de la Cerda, llamado el Desheredado, quien tras ser privado de sus derechos a la corona de Castilla por su tío Sancho IV el Bravo había buscado refugio en Francia en 1303, donde Carlos IV el Hermoso le entregó la baronía de Lunel. 
La educación de Carlos se confió a Miles de Noyers, principal consejero de Felipe VI de Francia, compartiendo sus estudios con quien llegaría a ser rey con el nombre de Juan II de Francia. Era, según el testimonio de un contemporáneo, «la persona del mundo que el rey amaba más».
Al acceder este al trono en 1350, Carlos se convirtió en su favorito y el 23 de diciembre de 1350 le concedió «el condado de Angulema y los castillos de Benon y Frontenay l'Abattu, que habían sido asignados con anterioridad a Felipe de Evreux y Juana de Navarra» en un intercambio por otras posesiones (Pontoise, Beaumont sur Oise y Asnières) que estaba pendiente de consolidarse.
Con este gesto parecía evidente el desplazamiento de Carlos II fuera de su círculo a pesar de haber casado a su hija Juana con él.  En pocos meses desde su coronación, «Juan II había así concedido varios favores a Carlos de la Cerda» remarcando así su voluntad de alejar a Carlos II de su entorno. Además el rey «había privado a Carlos II de lo que le correspondía en justicia.»
En enero de 1351 Carlos de España fue nombrado condestable de Francia en sustitución de Raúl II de Brienne, conde de Eu y de Guines. Raúl de Brienne había sido decapitado el 13 de noviembre de 1350 secretamente, sin juicio y por orden directa de Juan II de Francia, por razones nunca aclaradas en público. Como condestable tomó parte en algunos hechos de armas durante la guerra de los Cien Años. Contrajo matrimonio en 1352 con Margarita de Blois, hija de Carlos de Blois, barón de Mayenne y señor de Guisa, de la que no tuvo descendencia.
A finales de 1353, Carlos de la Cerda insultó públicamente a un ausente rey de Navarra, delante del rey y de Felipe de Navarra, hermano de Carlos II de Navarra. Al parecer, ante tal ofensa solo la asistencia impidió a Felipe de Navarra matar inmediatamente al condestable que, al marcharse Felipe, gritaba «que bien se guarde de los hijos de Navarra».
El 8 de enero de 1354 Carlos de la Cerda estaba en una posada llamada «Truie-qui-File» ("La Cerda que Huye" en francés) en L'Aigle (Baja Normandía). Carlos y Felipe tuvieron noticia de su presencia y que había reducido notablemente su seguridad personal. Personados en la zona, ambos hermanos acudieron con su gente (Le Bascon de Mareuil, Friquet de Fricamps, Rodrigo de Úriz, Jean Malet de Graville, entre otros, sumando unos treinta hombres). Algunos de ellos se acercaron a la habitación donde fue asesinado. Jean de Soult, llamado el Bascón de Mareuil, Rodrigo de Úriz y cuatro sirvientes debieron asestarle 80 golpes de espada.
El cronista García de Eugui, en su Crónica d'Espayña, narra así el suceso:

...un día, estando en la cort del rey de Françia don Carlos d’Espayña que era condestable de Françia, dixo públicamente grandes palabras et malas et de grandes injurias deste rey de Nabarra. Estas palabras abieron de saber el noble don Martín Enríquez et los otros ricos hombres; caballeros; escuderos navarros que en servicio del dicho rey eran, et fueron hun día a un logar do el dicho condestable estaba et entraron en lugar por fuerça & mataron al dicho Carlos d’Espayña, condestable de Françia. Et por esto obo el rey muchos mal querientes en Françia, et de fecho el rey de Françia proçedió contra este rey de Nabarra et prisó le todos los logares que el abía en Normandía et en Françia et derribóle todas las fuerças que eran suyas, los quoales logares fuerças le venían por su línea heredando por su padre et por su madre.

## Su asesinato por Carlos de Navarra

### Situación
La guerra de los Cien Años conoció un periodo de tregua tras la peste negra de 1349. La primera parte de la guerra había resultado ampliamente favorable a los intereses de Inglaterra: Eduardo III había logrado importantes victorias  en las batallas de la Esclusa y Crécy y puesto sitio a Calais. El poder de los Valois estaba seriamente puesto en cuestión: Eduardo III y Carlos II de Navarra, ambos descendientes por línea femenina de Felipe el Hermoso, reclamaban la corona. Juan el Bueno se les adelantó haciéndose coronar sin dilación, el 26 de septiembre de 1350, tras la muerte de Felipe VI (el 22 de agosto de 1350). El 29 de agosto, cerca de Winchelsea, una escuadra conducida por Carlos de la Cerda interceptó a Eduardo III del que se sospechaba que pretendía dirigirse a Reims para hacerse consagrar rey de Francia. La llamada batalla de Les Espagnols sur Mer resultó favorable a Inglaterra, pero sus pérdidas fueron cuantiosas y Eduardo no pudo en adelante hacer frente a la consagración de Juan II.
El asesinato de Carlos de España tendrá lugar en el curso de las negociaciones para alcanzar la paz entre los reinos de Francia e Inglaterra y poner con ellas fin a la guerra de los Cien Años y la Guerra de Sucesión Bretona,  negociaciones en las que el condestable había actuado como hombre de confianza de Juan II.

### El partido de Navarra
Carlos II de Navarra, hijo de Juana II de Navarra, que en 1328 había renunciado a suceder a Carlos IV en la corona de Francia aunque había sido reconocida como reina de Navarra, reclamaba sus derechos al trono francés y supo agrupar en torno a él a todos los descontentos con el reinado de los primeros Valois. Entre los allegados y sus aliados que sostenían sus pretensiones se encontraban los condes de Boulogne y los barones de la Champaña, fieles a Juana (última condesa de Champaña) así como los partidarios de Roberto de Artois que había sido desposeído por Felipe VI. También contaba con el apoyo de la pujante Universidad de París y de los mercaderes del noroeste, para quienes el comercio a lo largo del canal de la Mancha era vital.
El 19 de noviembre de 1350 Juan el Bueno hizo ejecutar secretamente al condestable Raúl de Brienne, recientemente retornado de su cautividad en Inglaterra. Las causas de su ejecución no se hicieron públicas, pero se cree que pudo ser acusado de alta traición. Se trataba de un gentilhombre cosmopolita cuyos dominios se repartían entre los reinos de Francia, Inglaterra e Irlanda, y como todos los señores con posesiones en la fachada marítima noroccidental podía tener interés en aproximarse al pretendiente inglés por razones económicas. Según parece, podría haber negociado su liberación a cambio de reconocer a Eduardo III como rey de Francia, de lo que habría tenido noticia Juan el Bueno al interceptar los correos destinados al soberano inglés. En 24 horas Brienne fue arrestado, juzgado a puerta cerrada, decapitado y sus bienes confiscados. La opacidad sobre las razones de esta expeditiva ejecución dejaron la puerta abierta a los rumores: se dijo que el condestable había sido ejecutado porque había tenido una relación con la difunta reina Bona de Luxemburgo, lo que por otro lado permitía desacreditar a los futuros Valois, sembrando dudas sobre su legitimidad. El impacto fue grande y los numerosos partidarios de Raúl de Brienne se pusieron al lado de Navarra: en particular los señores normandos y la nobleza del noroeste. Al día siguiente de la muerte del condestable Carlos II de Navarra escribió al duque de Lancaster:

Todos los Nobles de Normandía se han pasado a mí a muerte o a vida.

### El partido de Carlos de la Cerda
Carlos de La Cerda gozaba del apoyo de los Borbones y los Artois, además de su estrecha cercanía al rey Juan II. En 1352 casó con Margarita de Blois, hija de Carlos de Blois, el candidato a la sucesión de Bretaña apoyado por Juan II, lo que le valió el apoyo de los señores bretones como Bertrand du Guesclin. Contaba también con el respaldo de su familia: el vizconde Jean de Melun, su padrastro, y su prima, la condesa de Alençon, María de la Cerda, (hija del infante don Fernando de la Cerda), viuda de los condes Carlos de Étampes y Carlos II de Alençon. Disponía también de sus leales en la armada, como el mariscal Arnoul d'Audrehem. Hábilmente atrajo hacia su campo a los miembros de las familias ligadas en el pasado a los Evreux-Navarra para contrarrestar la influencia del pujante partido navarro que constituía una amenaza para Juan II.

### La rivalidad
Amparado por Juan II, que le confió misiones militares y diplomáticas, Carlos de España acumuló honores. En diciembre de 1350 recibió del rey el condado de Angulema, a despecho de Carlos de Navarra, y poco después el cargo de condestable de Francia. En 1351 se casó con Margarita de Blois-Châtillon, que murió en 1354, sin succesión.
Juan el Bueno trató de reconciliarse con Carlos de Navarra nombrándole teniente del Languedoc. Carlos desempeñó bien sus funciones civiles, pero fracasó en el intento de tomar Montréal cerca de Agen. En 1352, Juan II le entregó a su hija Juana en matrimonio con una dote de 100 000 coronas, viéndose obligado a recurrir a una devaluación de la moneda, alterando el contenido metálico, para reunirlas. Pero ambas partes incumplieron el acuerdo alcanzado entre Juana de Navarra y el rey de Francia por el cual este cedería el condado de Angulema a cambio de las castellanías de Beaumont, Asnières-sur-Oise y Pontoise: estas nunca fueron entregadas y el condado de Angulema se mantuvo en poder de Carlos de la Cerda.
Navarra fue mantenido cuidadosamente alejado del consejo real mientras Carlos de España se afanaba en tejer una red de fieles partidarios del rey. Esto le convirtió en el enemigo mortal del partido navarro, que comenzó a expandir rumores sobre la naturaleza homosexual de su estrecha relación con el rey de Francia y antiguo compañero de estudios. En la primavera de 1353, Felipe de Navarra, conde de Longueville, y el condestable protagonizaron una pelea en los apartamentos del rey. La Cerda tachó al navarro de falsificador de moneda y mentiroso contumaz. Felipe respondió desenvainando su daga y amenazando al favorito en presencia del rey. Juan II pudo hacer entrar en razón al navarro, mientras el condestable abandonaba la escena entre insultos que reclamaban venganza.

### Negociaciones de paz
Presionados por el papa Inocencio VI, ingleses, franceses y bretones negociaban la paz en las guerras de los Cien Años y de sucesión de Bretaña. El conflicto bretón se encontraba en situación de statu quo: Juan de Montfort apoyado por los ingleses había muerto hacía algunos años y su heredero era un niño de apenas 14 años. Carlos de Blois, candidato del rey de Francia a ocupar el ducado, se encontraba prisionero en Londres y negociaba su libertad con los ingleses. Eduardo III logró por el tratado de Westminster de 1353 a cambio de reconocer a Carlos de Blois como duque de Bretaña una compensación  de 300 000 coronas y el establecimiento de una alianza perpetua entre Bretaña e Inglaterra, sellada por el matrimonio de Juan (hijo de Juan de Montfort) con la hija de Eduardo III, María Siendo primos el matrimonio requería una dispensa canónica que el papa no concedería sin la aprobación del rey de Francia. Carlos de la Cerda, casado con Margarita de Blois, hija de Carlos, participó activamente en las negociaciones. Al contrario, a Carlos II de Navarra se le mantuvo cuidadosamente alejado: una paz franco-inglesa contrariaba sus intereses, pues sin la amenaza de una alianza anglo-navarra no tenía ninguna posibilidad de mantener sus pretensiones sobre la Champaña y a fortiori sobre la corona de Francia. A comienzos de 1354, en el momento en que Carlos de España partió hacia Normandía, Juan II otorgó su conformidad al matrimonio. Para Carlos de Navarra era el momento de actuar: la detención de Carlos de la Cerda podía serle útil para servirse de él en el curso de las negociaciones y hacer fracasar el tratado.

## Preparación del asesinato
Felipe de Navarra se había retirado a sus posesiones en Normandía y hacía seguir a España de día y de noche. Supo así, en enero de 1354, que el condestable se encontraba en Normandía para reunirse en Verneuil-sur-Avre con su tía María de la Cerda, condesa de Alençon, y que iba a pasar la noche en la villa de L'Aigle. Tenía así la oportunidad de vengarse. Felipe avisó a su hermano Carlos II de Navarra, quien tomó la decisión de arrestar al condestable. Carlos de la Cerda, que acostumbraba a desplazarse con una reducida escolta, se encontraba alojado en el albergue «la Truie-qui-File» en L'Aigle.
Carlos II de Navarra encargó a Godofredo de Harcourt el reclutamiento de un grupo de matones y se dirigió a L'Aigle a la cabeza de una pequeña tropa, acompañado por Felipe que dirigirá el golpe de mano.

## Asesinato
El 8 de enero de 1354, a la caída de la tarde, los hombres Carlos de Navarra pusieron cerco al albergue «La Truie-qui-File» en L'Aigle. Carlos II de Navarra se mantuvo prudentemente a cierta distancia. El condestable se encontraba en su dormitorio con algunos fieles. Alarmado por la llegada de la tropa se precipitó a la ventana y pudo advertir la trampa que se cernía sobre él. Demasiado tarde: uno de sus criados había abierto ya la puerta y el condestable trató de esconderse bajo la cama, pero Felipe de Navarra y sus hombres le obligaron a salir de su escondite. Apresado e injuriado, el condestable suplicó a los navarros de rodillas perdón. Carlos II de Navarra, manteniéndose siempre alejado e impaciente, envió a un mensajero para que le informase del curso de los acontecimientos. El mensaje fue mal comprendido por Felipe de Navarra, que descargó su espada contra Carlos de la Cerda dándole muerte. En su cuerpo se contaron hasta ochenta golpes de espada.

## La reivindicación
Carlos de Navarra, que solo había pretendido la captura del condestable y no su asesinato, se endosó la responsabilidad para encubrir a su impulsivo hermano. A diferencia de Juan el Bueno, quien al tener conocimiento del asesinato permaneció cuatro días postrado en cama, dando muestras de no ser capaz de controlar sus emociones, Navarra adoptó plenamente el papel de jefe del partido navarro y reivindicó la muerte, justificándola como una cuestión de honor.

## Consecuencias
Carlos de Navarra contó con el apoyo decidido de los caballeros normandos, quienes cerraron filas en torno a él y rearmaron sus castillos. Envió a Brujas su hombre de confianza, Jean de Fricamp, llamado Friquet, para obtener dinero en préstamo con objeto de reclutar un ejército. El 10 de julio de 1354 la cancillería navarra envió correos solicitando ayuda militar a Eduardo III de Inglaterra, al Príncipe Negro, a la reina Felipa de Henao y a Juan de Gante, I duque de Lancaster. Aliado de los ingleses, pudo obligar a Juan II el Bueno a aceptar el asesinato de su favorito. El 22 de febrero de 1354, por el Tratado de Mantes, el rey de Francia se vio obligado a hacer concesiones para evitar la reanudación de la guerra de los Cien Años. Por este tratado Carlos II de Navarra renunciaba a reclamar las castellanías de Asnières-sur-Oise, Pontoise y Beaumont, que el rey francés, pese a acuerdos pasados, nunca le había entregado, y a cambio recibía el condado de Beaumont-le-Roger, los castillos de Breteuil, Conches y Pont-Audemer, el cercado de Cotentin con la villa de Cherburgo, y los vizcondados de Carentan, Coutances y Valognes en Normandía. Podría recibir el homenaje de los caballeros normandos que lo habían apoyado y celebrar cada año una junta e impartir justicia sin posibilidad de enviar las apelaciones al parlamento de París. En conjunto, recibía todas las prerrogativas del duque de Normandía sin ostentar el título. 
Por otro lado, el asesinato de Carlos de España comprometió los acuerdos de paz entre Francia e Inglaterra, dejando sin resolver tanto la guerra de los Cien Años como la de sucesión de Bretaña. Carlos II de Navarra se encontraba en una posición de fuerza como nunca antes había disfrutado. En contrapartida y como prueba de buena conducta únicamente tenía que presentarse en París para pedir perdón al rey. Luis, segundo hijo de Juan el Bueno, sería entregado como rehén para garantizar la seguridad del monarca navarro. Éste se presentó el 4 de marzo de 1354 en el palacio de la Cité, dónde pidió perdón sin mostrar arrepentimiento y sin reconocer culpa alguna.